# Itino
Itino är en dieseldriven motorvagn som byggts av Bombardier Transportation i Tyskland. Förutom i Tyskland används den även i Sverige, där den betecknas med Littera Y31 och Y32. Skillnaden mellan modellerna är att Y31 har två vagnar, medan Y32 har tre. Y31/Y32 har under 2010-talet ersatt den äldre motorvagnstypen littera Y1 hos de flesta länstrafiksbolag.

## Teknik
Maxhastighet är 140 km/h. Enheter tillverkade före 2008 har 2 st V12 dieselmotorer från MAN. De baseras på lastbilsmotorer (MAN gör lastbilar och bussar), men de har större cylindervolym, motortypen används också för båtar, reservelaggregat och liknande. Total maxeffekt är det olika uppgifter om: 1 280 kW, 1 000 kW eller 960 kW. Tågen har hydraulisk kraftöverföring. Enheter tillverkade från 2008 och framåt har istället 2 st V8-motorer från Iveco (också lastbilsbaserade motorer, men mindre), som uppfyller dagens strängare avgaskrav. Till dessa används automatväxlade mekaniska växellådor från ZF avsedda för lastbilar och bussar.

### Bromsproblem
Motorvagnstypen fick en dålig start i Sverige, då det visade sig att bromsarna inte klarade av snö. Detta har lett till att motorvagnstypen ställdes in under vintern för översyn, vilket främst drabbades Tåg i Bergslagen (och även SJ som då driftsatte dessa tåg) med sina turer på Västerdalsbanan där de två första vagnarna i Sverige kördes. Även Norrtåg fick svåra problem under vintern 2012 med att deras Itino inte klarade snön.

## Fordon
I Sverige används tågen för närvarande av Krösatågen,  Värmlands regionaltåg och Västtågen,
I Tyskland körs tågen på Odenwaldbahn (Hessen) och Erfurter Bahn där 29 vagnar hade levererats i mars 2008.

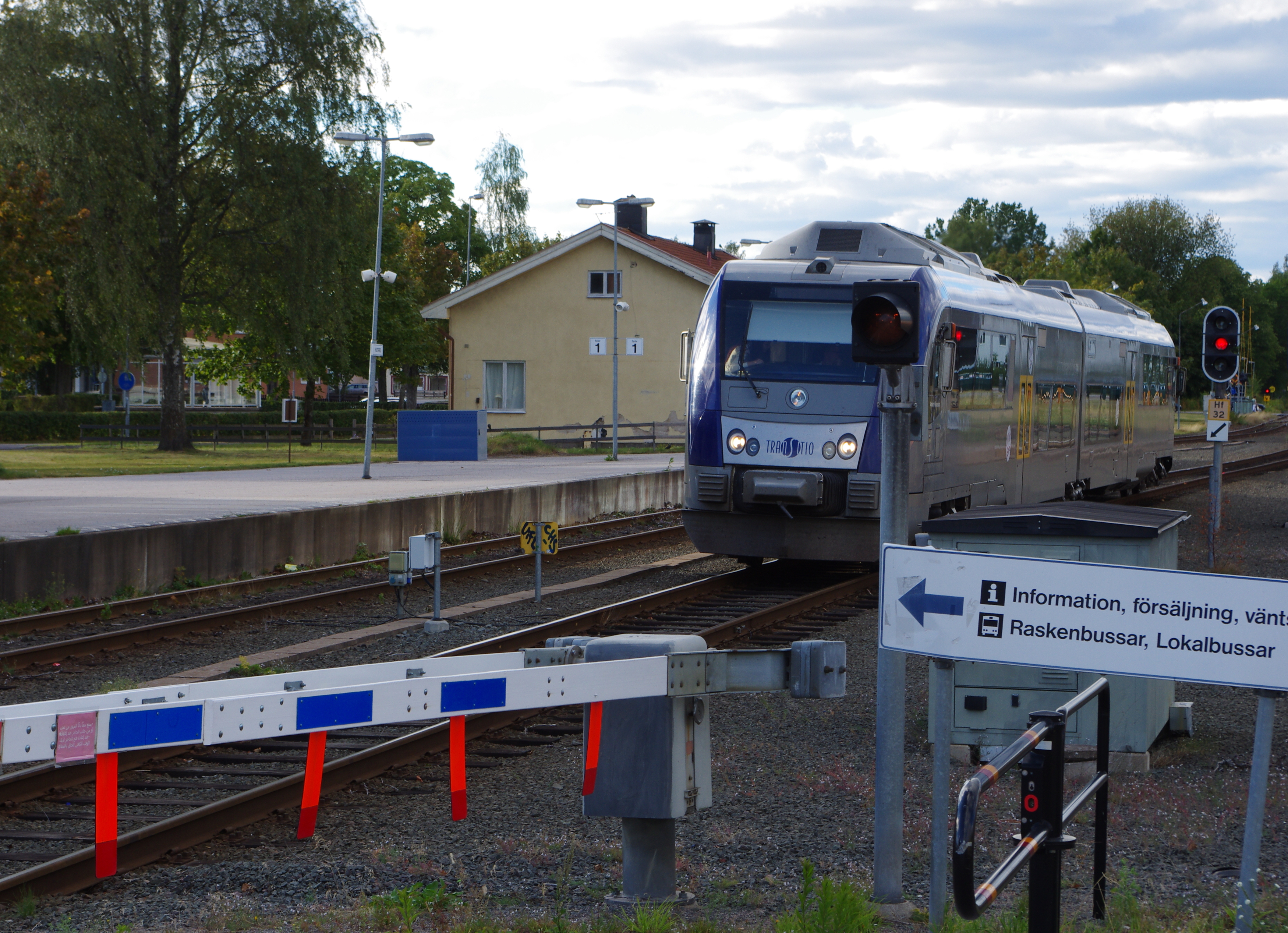
Tåg Y31 nr 1422 "Anders Håkansson" på Hultsfreds station.

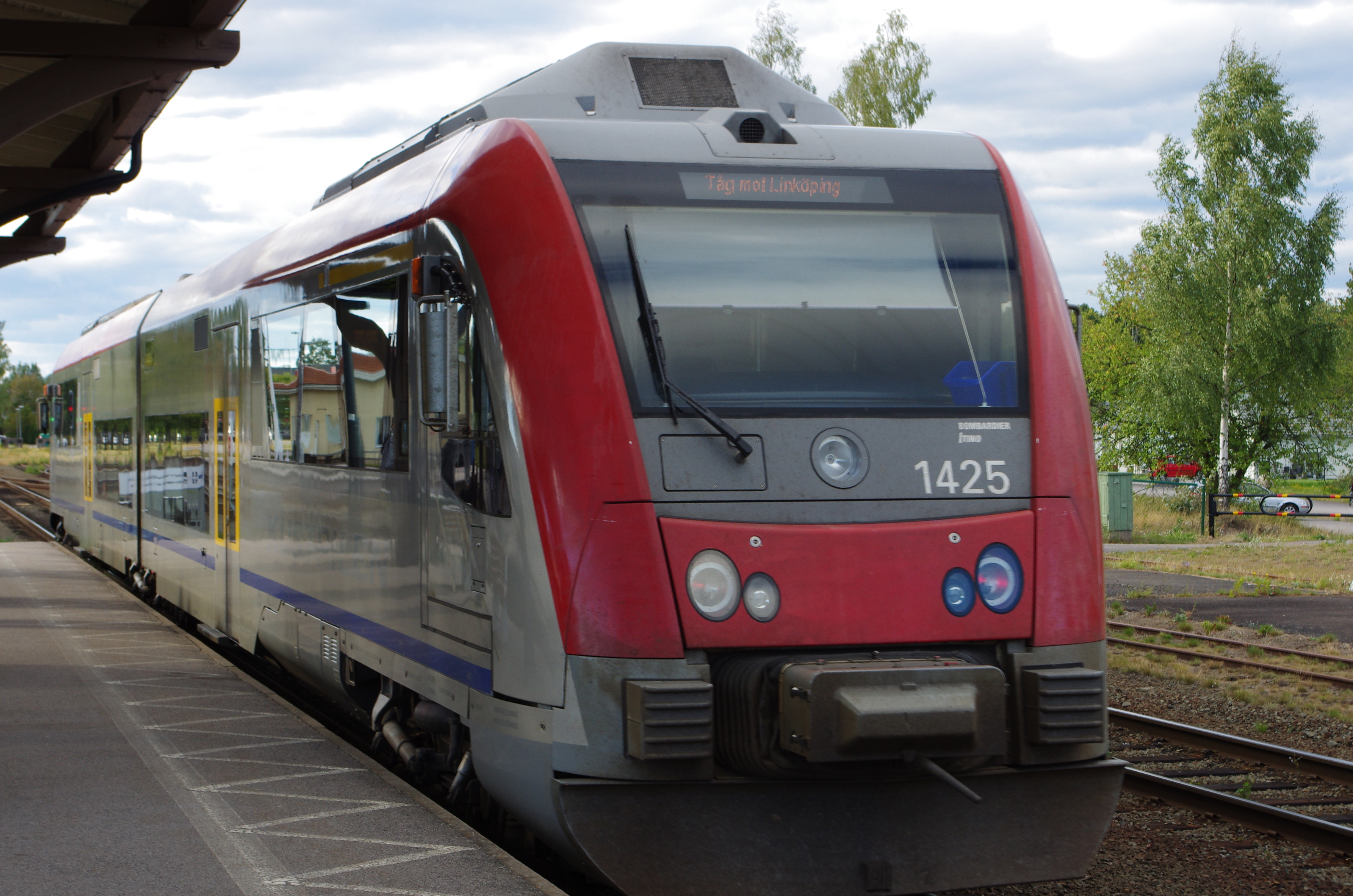
Tåg Y31 nr 1425 "Garpe" på Hultsfreds station

### Lista över Y31- och Y32-tåg i Sverige
| Nummer | Namn                                          | Typ | Ägare                 | Trafiksystem                            | Kommentar |
| ------ | --------------------------------------------- | --- | --------------------- | --------------------------------------- | --- |
| 1400   | f.d. Björn Skifs                              | Y31 | Transitio             | Tåg i Bergslagen -2011 Västtågen 2011-  | |
| 1401   | Axel Petersson "Döderhultarn" f.d. Gunde Svan | Y31 | Transitio             | Tåg i Bergslagen -2011 Krösatågen 2011- | |
| 1402   | Pälle Näver                                   | Y31 | Västtrafik            | Krösatågen -2016 Västtågen 2016-        | |
| 1403   | f.d Alf Hambe                                 | Y31 | Västtrafik            | Krösatågen -2015 Västtågen 2016-        | Krockade i Hok den 16 juni 2003 Krockade i Berga den 29 oktober 2012 Uthyrd till Västtrafik från januari 2016 med trafikstart i juni 2016. |
| 1404   | Lina Sandell                                  | Y31 | Jönköpings Länstrafik | Krösatågen                              | |
| 1405   | Emil i Lönneberga                             | Y31 | Jönköpings Länstrafik | Krösatågen                              | |
| 1406   | Kristina Nilsson                              | Y32 | Jönköpings Länstrafik | Krösatågen                              | |
| 1407   | Bruno Mathsson                                | Y32 | Jönköpings Länstrafik | Krösatågen                              | |
| 1408   | Dag Hammarskjöld                              | Y32 | Jönköpings Länstrafik | Krösatågen                              | |
| 1409   | Alf Henrikson                                 | Y32 | Jönköpings Länstrafik | Krösatågen                              | |
| 1410   | Pär Lagerkvist                                | Y32 | Jönköpings Länstrafik | Krösatågen                              | Krockade med lastbil utanför Nässjö 10 april 2013[källa behövs]                                                                            |
| 1411   |                                               | Y32 | Jönköpings Länstrafik | Västtågen 2005–2016 Krösatågen 2016-    | f.d. Elin Wägner |
| 1412   |                                               | Y31 | Västtrafik            | Västtågen                               | |
| 1413   |                                               | Y31 | Västtrafik            | Krösatågen -2016 Västtågen 2016-        | f.d. Elin Wägner |
| 1414   |                                               | Y31 | Transitio             | Värmlandstrafik                         | |
| 1415   |                                               | Y31 | Transitio             | Värmlandstrafik                         | |
| 1416   |                                               | Y31 | Transitio             | Värmlandstrafik                         | |
| 1417   |                                               | Y31 | Västtrafik            | Västtågen                               | Leverans december 2009 |
| 1418   |                                               | Y31 | Västtrafik            | Västtågen                               | Leverans december 2009 |
| 1419   |                                               | Y31 | Västtrafik            | Västtågen                               | Leverans december 2009 |
| 1420   |                                               | Y31 | Transitio             | Värmlandstrafik                         | |
| 1421   |                                               | Y31 | Transitio             | Värmlandstrafik                         | |
| 1422   | "Anders Håkansson"                            | Y31 | Transitio             | Reserv                                  | Leverans mars 2010. |
| 1423   | Tage Danielsson                               | Y31 | Kalmar länstrafik     | Krösatågen                              | Leverans mars 2010 |
| 1424   | Traska                                        | Y31 | Kalmar länstrafik     | Krösatågen                              | |
| 1425   | Garpe                                         | Y31 | Kalmar länstrafik     | Krösatågen                              | Leverans 16 april 2010 |
| 1426   | Kung Märta                                    | Y31 | Kalmar länstrafik     | Krösatågen                              | Leverans april 2010 |
| 1427   | Wendela Hebbe                                 | Y31 | Jönköpings Länstrafik | Krösatågen                              | Leverans 16 april 2010 |
| 1428   | John Bauer                                    | Y31 | Jönköpings Länstrafik | Krösatågen                              | Leverans 29 april 2010 |
| 1429   |                                               | Y31 | Transitio             | Krösatågen                              | Leverans 29 april 2010 |

## Galleri

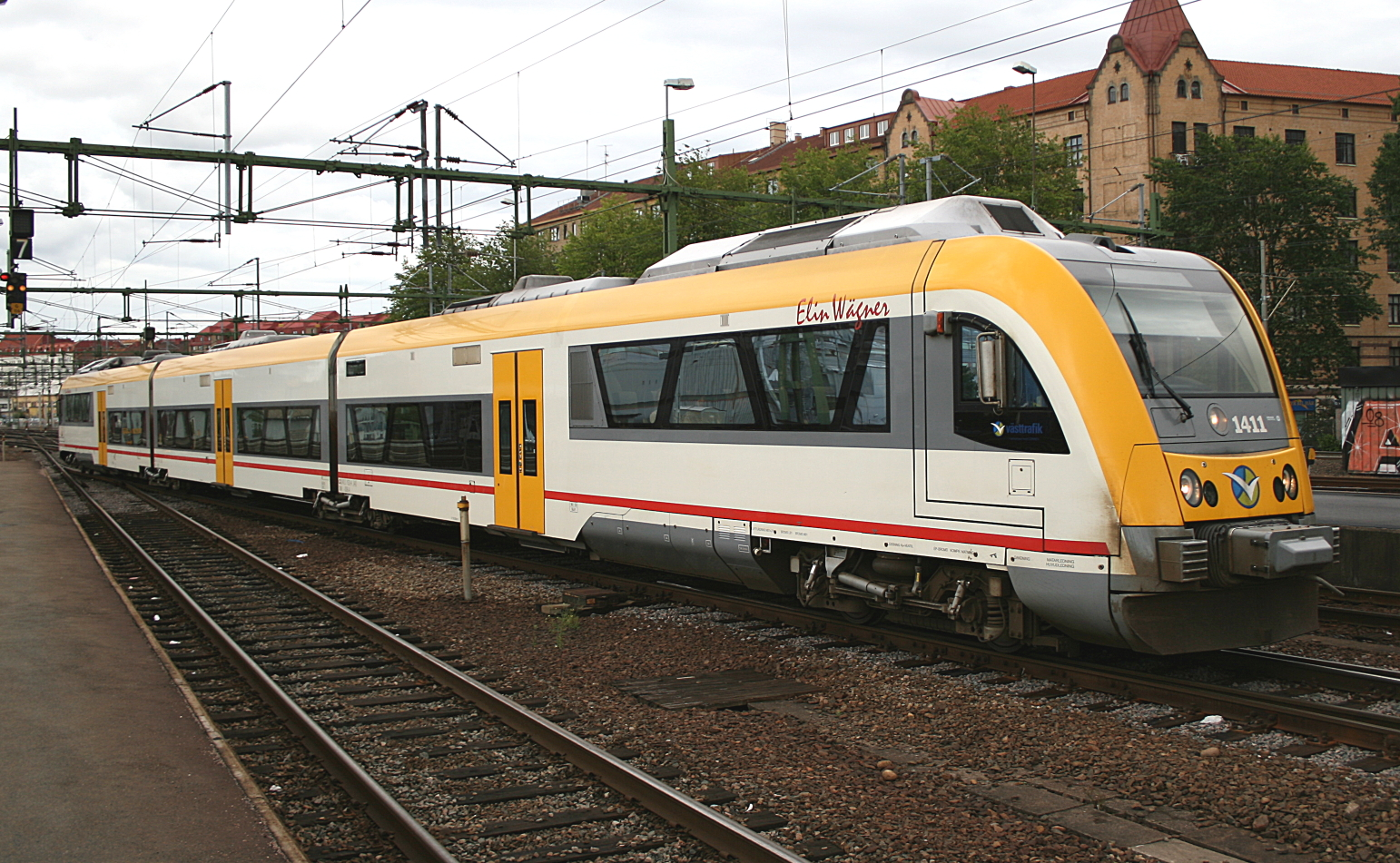
En Y32, 1411 "Elin Wägner", tillhörande Västtrafik
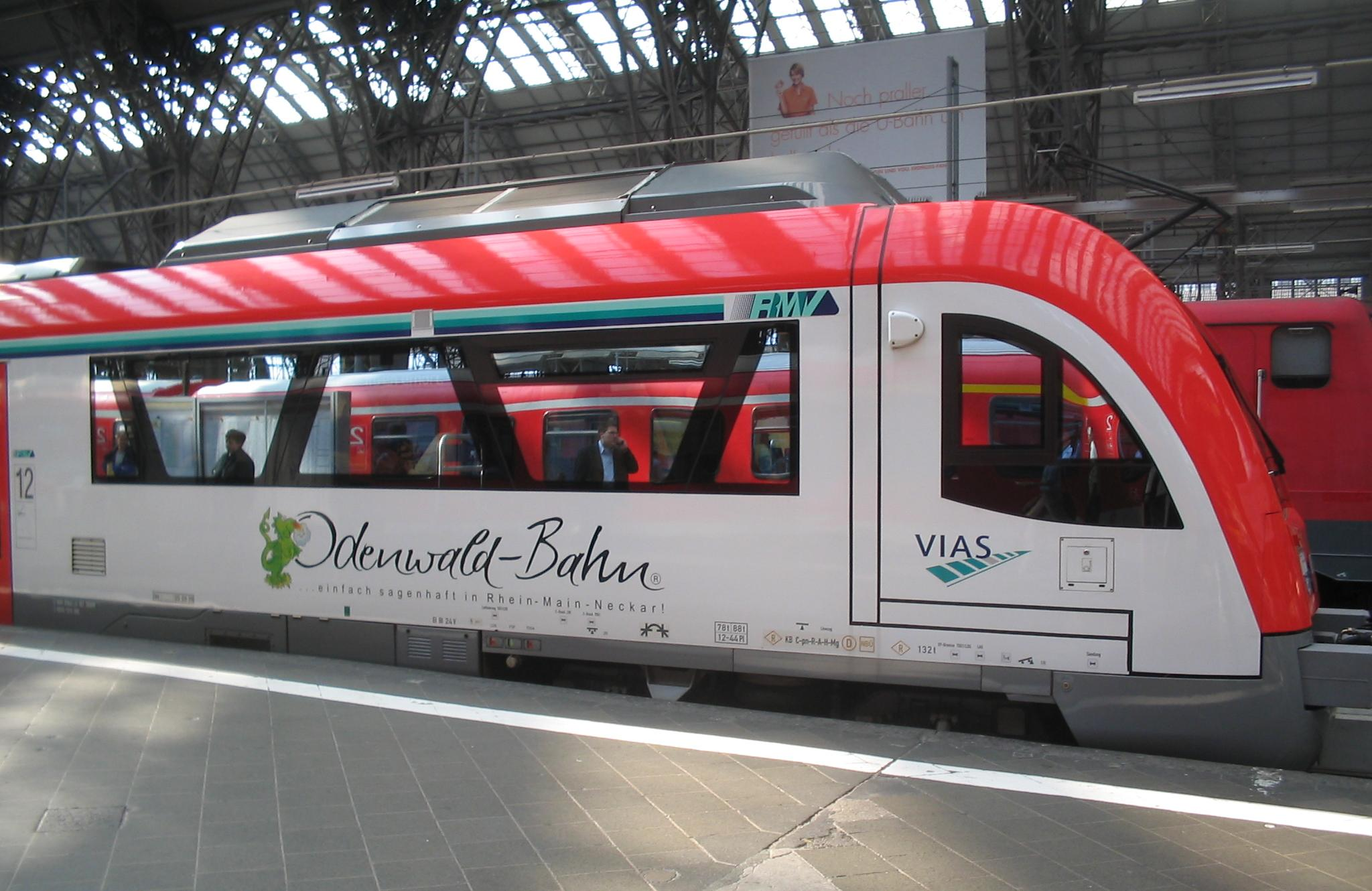
Odenwaldbahn-Itino på Frankfurt Hauptbahnhof
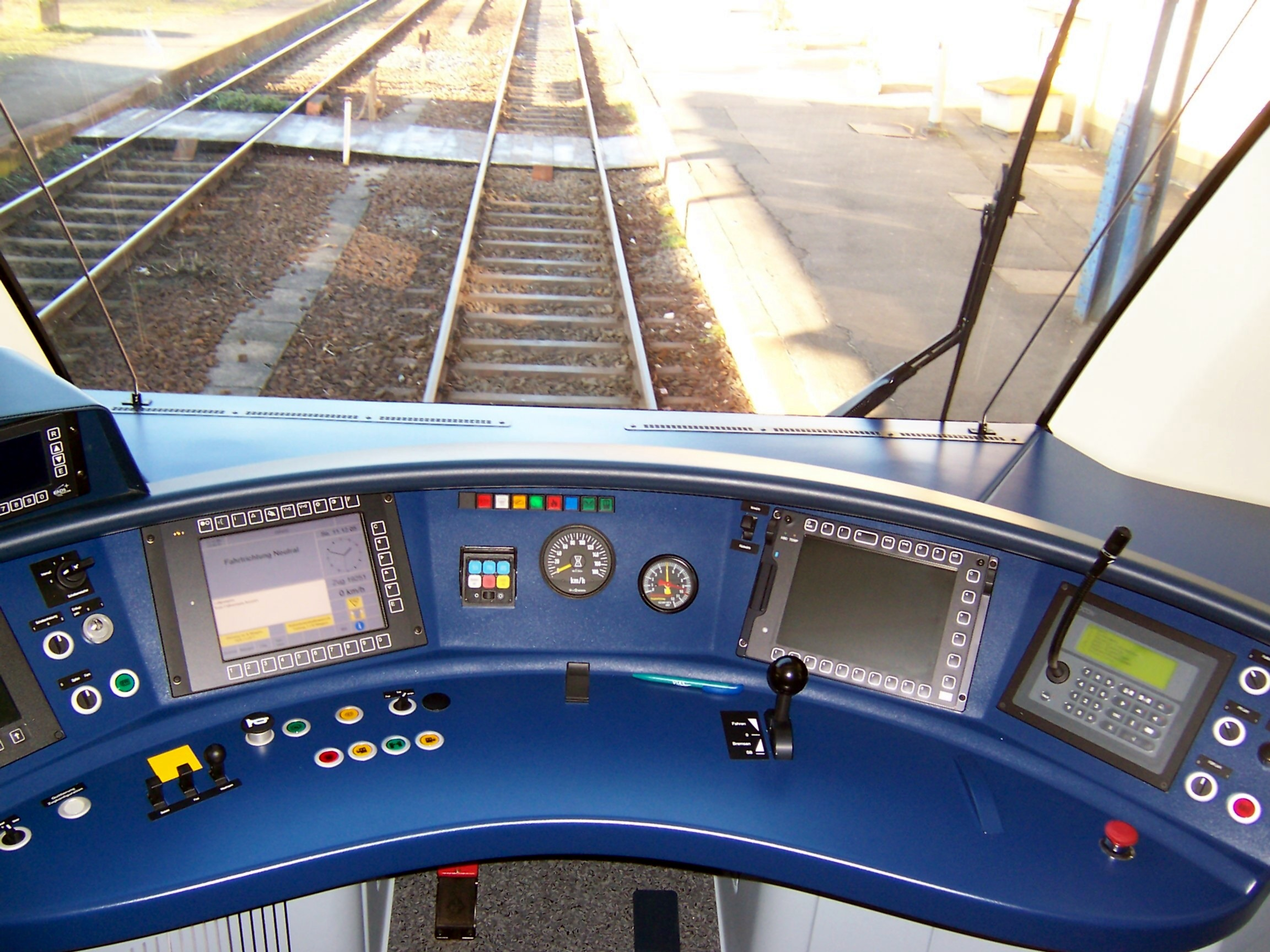
Förarhytten (tyskt utförande)